# (13223) Cenaceneri
(13223) Cenaceneri (1997 PQ4) – planetoida z grupy pasa głównego asteroid okrążająca Słońce w ciągu 3,42 lat w średniej odległości 2,27 j.a. Odkryta 13 sierpnia 1997 roku.